# Nicolae Irimie
Nicoale Irimie (* 10. Dezember 1890 in Deva; † 1971 ebenda) war ein rumänischer Maler und Kunstpädagoge. Er zählt zu den bekanntesten Persönlichkeiten des Kreises Hunedoara und  zählt zu den wichtigsten Künstlerpersönlichkeiten, die in Oradea aktiv waren.

## Leben
Zuerst besuchte er in seiner Geburtsstadt das lokale Gymnasium. Nach dem Abitur 1911, schrieb er sich an der Universität in Budapest ein, wo er Kunst auf Lehramt studierte und beendete das Studium 1918 mit Diplom.
Um seine Begeisterung für die Malerei zu frönen, folgten anschließend Reisen nach Wien zu den Museen, als Ort um den eigenen Stil zu verbessern und die Meister zu studieren.
Seine Arbeit als Kunstpädagoge wird von ihm an der Şcoala Normală de băieţi in Arad begonnen, wechselte anschließend zur Şcoala de Arte si Meserii in Satu Mare und unterrichtete dann von 1920 bis 1940 Liceul Emanoil Gojdu in Oradea.
Drei Jahre nach der Ankunft in Oradea stellte Irimie zum ersten Mal seine Werke einem großen Publikum vor. Mit den zwischen 1923 und 1926 gehaltenen Personalausstellungen etablierte sich Nicoale Irimie in der Kunstwelt. Seine Arbeiten wurden alle nach den Schauen von den Sammlern aufgekauft, was auch als Zeichen für die ihm entgegengebrachte Wertschätzung zu werten ist.
Danach partizipierte er konstant am künstlerisch-kulturellen Leben Oradeas. So wurden 1925 seine Werke in der Weihnachtsausstellung gezeigt sowie während der nächsten Jahre in weiteren Ausstellungen.
1931 gründete Irmie zusammen mit Imre Földes, Roman Paul Mottl und Iványi Jenő im Sonnenfeld-Palast eine Schule für Dekorative Kunst und Kunstgewerbe. Ein Jahr später, 1932, nahm auch er an der Gründungsversammlung der Asociația Artelor Frumoase teil und wurde mit Ernő Tibor zum Stellvertretenden Vorsitzenden der Vereinigung gewählt und partizipierte fortan an deren alljährlichen Ausstellungen.
Aufgrund ethnischer Repressionen entschied sich Nicoale Irmie 1940 zurück nach Deva zu ziehen, wo er bis zu seinem Lebensabend weiter wirkte.

## Trivia
Nicolae Irmie porträtierte als erster Künstler überhaupt den berühmten Anwalt Emanoil Gojdu, der für die Rechte der Rumänen in Siebenbürgen und Ungarn kämpfte, ohne Dolman. Dieses Gemälde verschwand jedoch aus dem Besitz des Gojdu Gymnasiums und ist bis heute verschollen.

## Museen (Auswahl)
- Muzeul Țării Crișurilor, Oradea